# さよならモンペール
『さよならモンペール』（原題:仏: Mon père, ce héros）は1991年のフランス映画。1994年、ハリウッドで同じジェラール・ドパルデュー主演で『恋人はパパ/ひと夏の恋』としてリメイクされた。

## あらすじ
14歳の少女ヴェロは、離婚して別居中の父親、アンドレと二人で憧れのモーリシャス島へバカンスにやってきた。アンドレはヴェロに向けられる男たちの視線に気が気でない。ある日、一人の青年バンジャマンに恋をしたヴェロは、青年に子供扱いされて、ついアンドレが自分の恋人だと嘘をついてしまう。

## 登場人物
- ヴェロ - マリー・ジラン：バカンスにやってきた14歳の少女。
- アンドレ - ジェラール・ドパルデュー：娘の恋人のふりをする父親。
- バンジャマン - パトリック・ミル（フランス語版）：ヴェロが気になる青年。